# Fire (album d'Electric Six)
Pour les articles homonymes, voir Fire.
Albums de Electric Six
Señor Smoke
(2005)
Singles
1. Danger! High Voltage
Sortie : 6 janvier 2003
2. Gay Bar
Sortie : 2 juin 2003
3. Dance Commander
Sortie : 13 octobre 2003

Fire est le premier album du groupe Electric Six, originaire de Détroit. 
L'album a reçu de nombreuses critiques positives. Les Rolling Stone ont qualifié comme étant "l'album et le plus brillant et délirant de l'été". Il y a cependant des détracteurs à cet album, le qualifiant comme étant "une perte de temps" ou encore le magazine Uncut, attaquant l'album  "ayant peu de charme et encore moins d'humour".
Trois singles ont été réalisés à partir de cet album : "Danger! High Voltage", "Gay Bar" et "Dance Commander".

## Liste des titres
L'album contient 13 titres :
| No  | Titre                            | Durée |
| --- | -------------------------------- | ----- |
| 1.  | Dance Commander                  | 2:36  |
| 2.  | Electric Demons In Love          | 3:07  |
| 3.  | Naked Pictures (Of Your Mother)  | 2:11  |
| 4.  | Danger! High Voltage             | 3:34  |
| 5.  | She's White                      | 3:17  |
| 6.  | I Invented The Night             | 3:17  |
| 7.  | Improper Dancing                 | 3:14  |
| 8.  | Gay Bar                          | 2:21  |
| 9.  | Nuclear War (On The Dance Floor) | 1:15  |
| 10. | Getting Into the Jam             | 2:15  |
| 11. | Vengeance And Fashion            | 2:46  |
| 12. | I'm the Bomb                     | 4:18  |
| 13. | Synthesizer                      | 3:58  |

## Classements
L'album et ses singles ont connu un fort succès dans les pays anglophones. 
| Classement (2003)                | Meilleure position |
| -------------------------------- | ------------------ |
| Billboard Top Electronic Albums  | 5                  |
| Billboard Top Independent Albums | 38                 |
| Albums Chart                     | 7                  |